# Antonio María Cascajares
Antonio María Cascajares y Azara (Calanda, 2 de marzo de 1834-Calahorra, 27 de julio de 1901) fue un teólogo, prelado y escritor español, del hábito de Calatrava, prior de las Órdenes Militares Españolas con sede en Ciudad Real (obispo titular de Dora), obispo de Calahorra y cardenal-arzobispo de Valladolid. También fue senador.

## Biografía
Antonio María de Cascajares y Azara, hijo de Agustín de Cascajares y Bardají y Catalina de Azara y Mata, barones de Bárcabo, nació en Calanda el 2 de marzo de 1834. Descendiente directo de los barones de Bárcabo por su padre y marqueses de Nibbiano por su madre, se dedicó a la carrera militar, ingresando en el cuerpo de artillería, obteniendo el grado de teniente. Pero se sintió inclinado a abrazar el estado eclesiástico e ingresó en el seminario de Zaragoza. 

### Carrera eclesiástica
El 23 de febrero de 1861 fue ordenado presbítero por fray Manuel García Gil. Obtuvo un beneficio en el Pilar de Calanda, en la Granja y en el de Zaragoza, siendo nombrado canónigo de Gerona y después de la seo cesaraugustana. Fue arcediano de Toledo y deán de Burgos y en 1882 preconizado obispo Dora y prior de las Órdenes Militares, de Ciudad Real, pasando a los dos años a la silla de Calahorra, para ser arzobispo de Valladolid en 1891.
El papa León XIII en consistorio del 29 de noviembre de 1895 le concedió la púrpura cardenalicia (cardenal) y en 1901 fue preconizado arzobispo de Zaragoza. Al tenerse noticia en Calanda de este nombramiento se celebraron con el mayor entusiasmo solemnes festejos.

### Fallecimiento y sepultura
La muerte le sorprendió el 27 de julio de 1901 en Calahorra, antes de tomar posesión en Zaragoza. Su cuerpo fue sepultado en el templo del Pilar de Calanda.

## 1936: profanación de su sepultura
Inhumado en la capilla del Milagro, su sepultura fue profanada durante la guerra civil española (1936-1939), al tiempo que el sagrado recinto fue utilizado como sala de cine por las milicias frente-populistas. Desaparecido su cuerpo, no queda hoy sino la placa pétrea que indicaba, en el suelo de la referida capilla, su exacta ubicación pretérita.

## Posteridad y homenajes
Su gran casa solariega se encuentra en la plaza Hoya, a unos metros de la plaza de España, donde se celebra la tamborrada. En ella está una placa que dice lo siguiente:

En esta casa nació don Antonio María Cascajares y Azara, obispo de Ciudad Real y Calahorra, y arzobispo de Valladolid y Zaragoza, del consejo de regencia de doña María Cristina de Habsburgo-Lorena. Calanda, 27 de julio de 2001.

## Obra (selección)
- Estado de España
- Sobre la fe
- En justa defensa

### Estado de España
Es autor de la polémica pastoral Estado de España, cuya recepción motivó dispares recepciones; he aquí un fragmento seleccionado de la obra:

La verdad, la triste verdad, que pesa sobre nosotros en nuestras colonias, es una guerra mortífera que arrebata sin gloria lo más florido de la juventud española, que nos vemos seriamente amenazados de complicaciones internacionales que nos envuelvan en otra guerra más desastrosa todavía, que nuestra Hacienda está arruinada, nuestra política indecisa y vacilante, nuestro comercio arruinado, nuestra industria agonizando, nuestra agricultura exangüe; que nuestro pueblo, agotadas sus energías, su sangre y su dinero en una lucha estéril, perdida la confianza en los gobernantes, se ha entregado a esa atonía de la desesperación, síntoma terrible de lo que puede ser la explosión de tantas iras reprimidas, de tantas lágrimas devoradas en silencio, el día en que una circunstancia cualquiera, de tantas como a cada paso proporciona tan crítica situación, sacuda sus nervios y haga estallar su indignación. Cfr. Antonio María Cascajares, Estado de España.

También escribió una pastoral antiliberal que fue elogiada por el diario integrista El Siglo Futuro incluso muchos años después de haber sido publicada.

## Sucesión
| Predecesor: Victoriano Guisasola y Rodríguez          | Obispo titular de Dora y Prior de las Órdenes Militares (Ciudad Real) 1882-1884 | Sucesor: José María Rancés y Villanueva  |
| Predecesor: Gabino Catalina del Amo                   | Obispo de Calahorra 1884-1891                                                   | Sucesor: Gregorio María Aguirre y García |
| Predecesor: Mariano Miguel Gómez Alguacil y Fernández | Arzobispo de Valladolid 1891-1901                                               | Sucesor: José María Justo Cos y Macho    |
| Predecesor: Vicente Alda y Sancho                     | Arzobispo de Zaragoza 1901-1901                                                 | Sucesor: Juan Soldevila y Romero         |

- Datos: Q603405
- Multimedia: Antonio María Cascajares y Azara / Q603405